# Anna Maria Barbara Abesch
Anna Maria Barbara Abesch, née à Sursee le 23 mars 1706 et morte dans la même ville le 15 février 1773, est une peintre suisse.

## Biographie
Elle fait partie d’une famille de peintres sur verre. Elle est la fille de Johann Peter Abesch et de Elisabeth Schnyder. Les différents dictionnaires mentionnent plusieurs orthographes pour le nom de famille : Ab Esch, Abäsch, Vonesch, Von Äsch, Von Esch.
Elle apprend la technique avec son père et elle est la première femme suisse à exercer le métier de peintre sur verre. Elle peint principalement des scènes religieuses et mythologiques. Une partie de ses œuvres porte le monogramme A.B.V.E. Plus de 160 œuvres sont signées et 120 lui sont attribuées. Elle aurait ouvert un atelier dans sa ville natale pour répondre aux commandes des couvents de la région.

## Collections publiques

### Suisse
Ses œuvres sont conservées dans des couvents et églises de Suisse et d'Allemagne, ainsi que dans les institutions suivantes : 
- Berne, musée d'Histoire.
- Beromünster, Edmund Müller-Stiftung.
- Genève, musée d'Art et d'Histoire :
  - La Visitation ;
  - Le mariage mystique de sainte Catherine.
- Lichtensteig, Toggenburger Museum.
- Sursee, Stiftung Stadtmuseum.
- Zurich, musée national suisse :
  - Die Legende vom Pferd des Grafen Rudolf von Habsburg.

### France
- Chartres, musée des Beaux-Arts : Vierge à l'Enfant, huile sous verre, 1744, don M.-J. de Suze, veuve Moncelle, 1998 (inv. no 98.2.3).

Œuvres d'Anna Maria Barbara Abesch
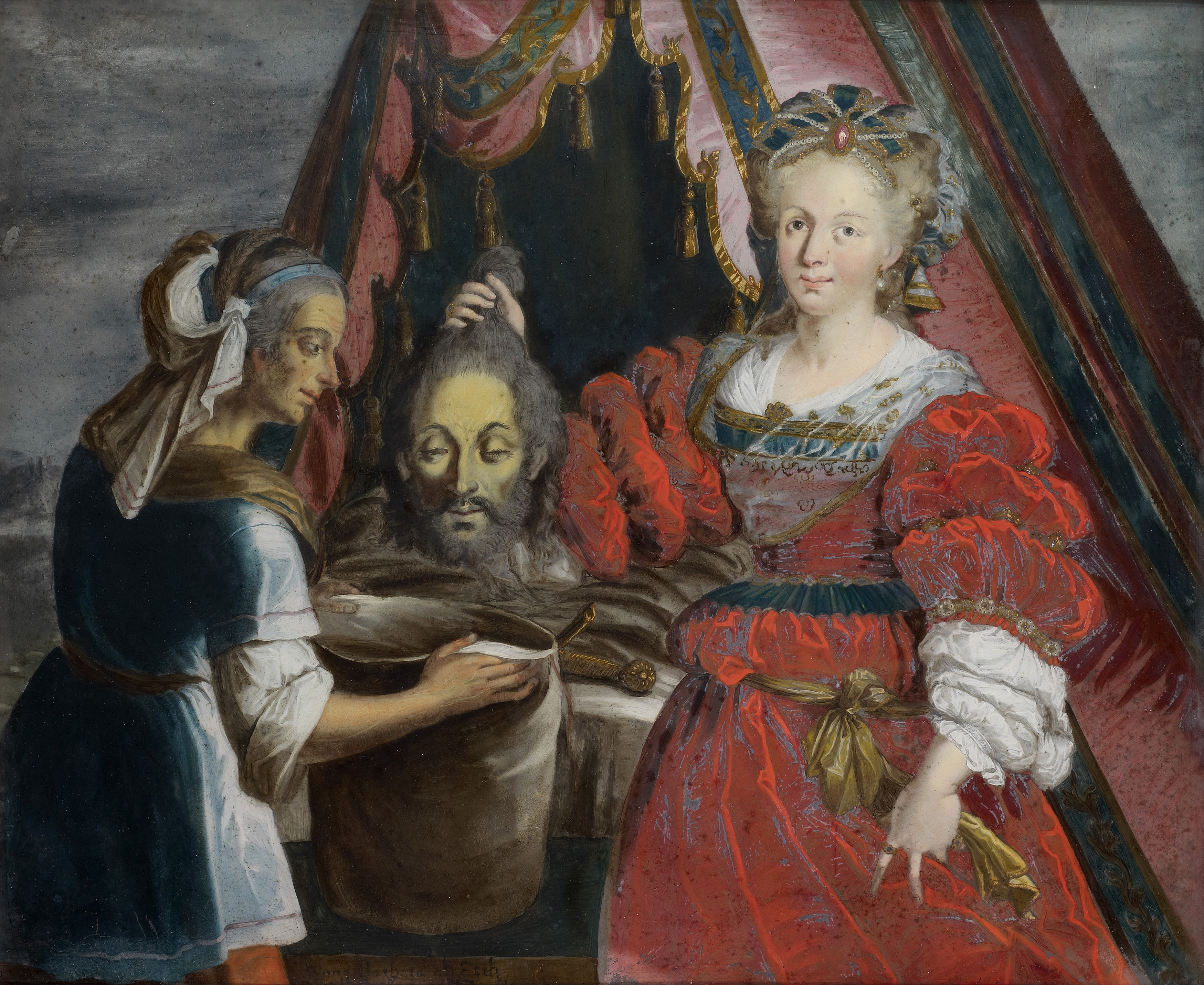
Judith avec la tête d'Holopherne, 1744, Kunstmuseum (Bâle).
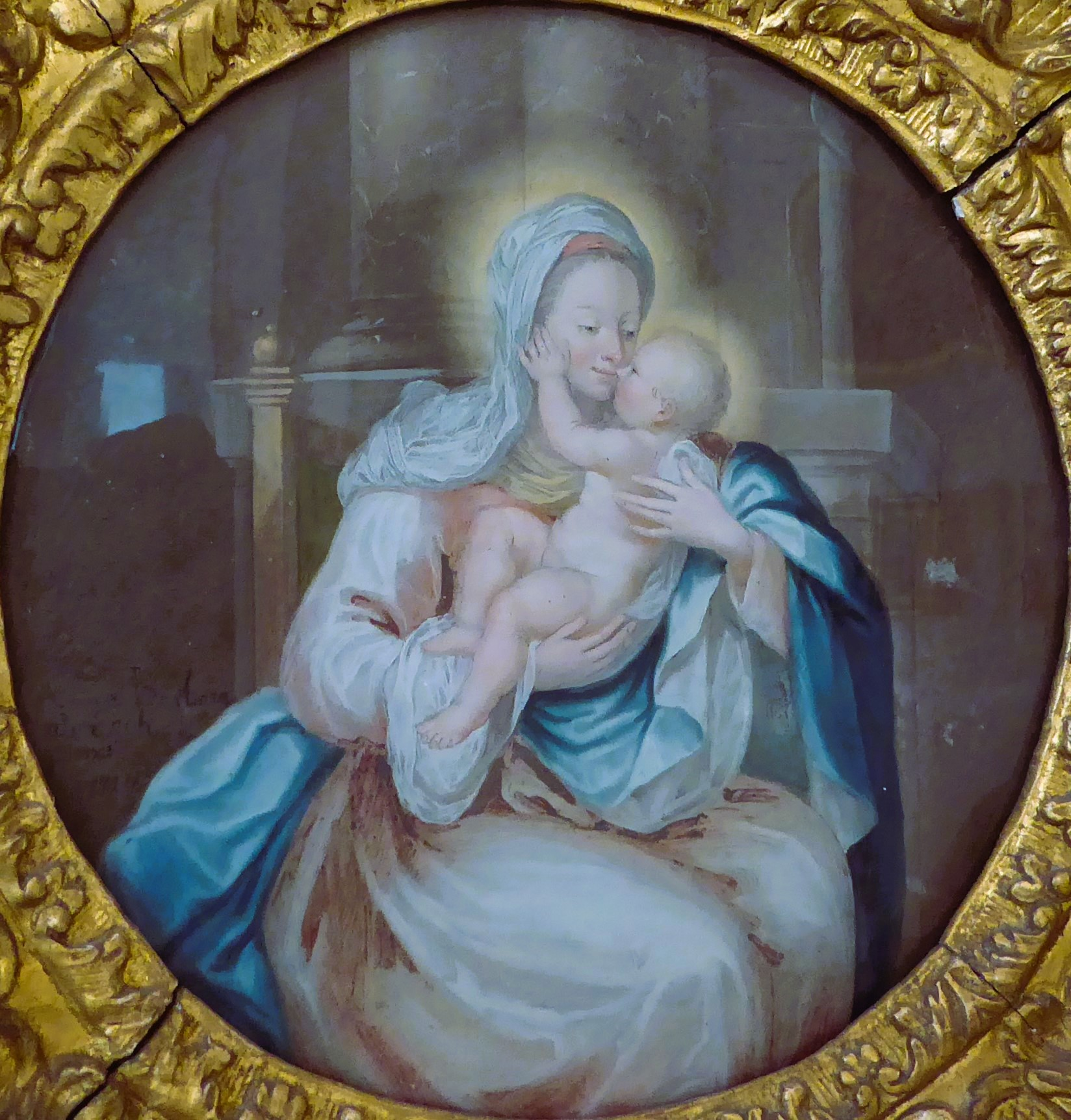
Vierge à l'Enfant, 1744, musée des Beaux-Arts de Chartres.
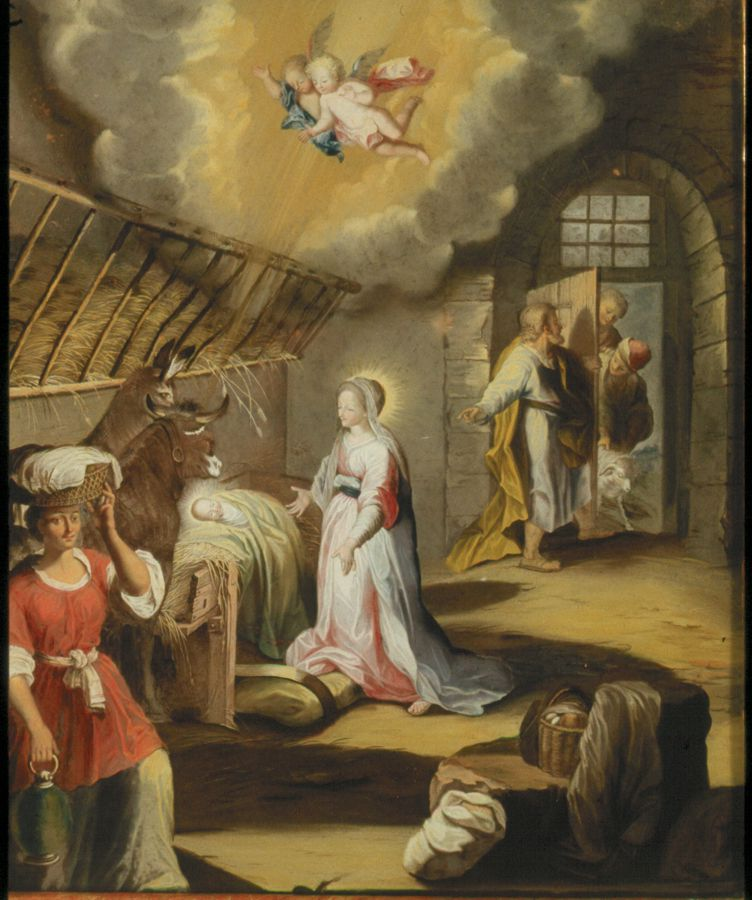
La Nativité, 1744, d'après Barocci.
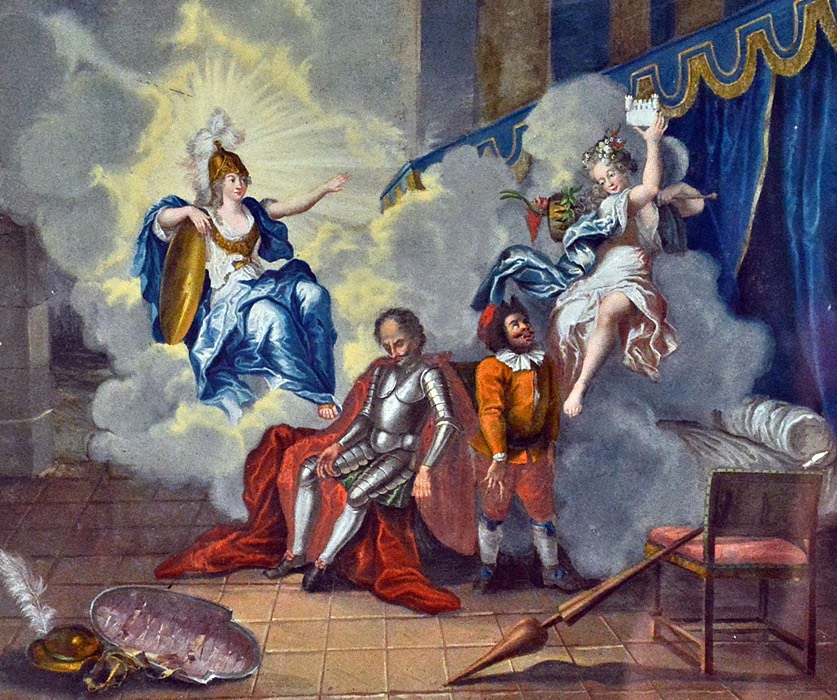
Don Quichotte est délivré de sa folie par la sagesse.